# Adalbert Steiner
Adalbert Steiner (24 de janeiro de 1907 - 10 de dezembro de 1984) foi um futebolista romeno que competiu na Copa do Mundo FIFA de 1930.